# Navia lanigera
Navia lanigera är en gräsväxtart som beskrevs av Lyman Bradford Smith. Navia lanigera ingår i släktet Navia och familjen Bromeliaceae. Inga underarter finns listade i Catalogue of Life.